# Amanahal, Holalkere
Amanahal là một làng thuộc tehsil Holalkere, huyện Chitradurga, bang Karnataka, Ấn Độ.